# Augustine Simo
Augustine Simo (Bangangté, 1978. szeptember 18. –) kameruni labdarúgó, a svájci FC UGS középpályása.
A kameruni válogatott színeiben részt vett az 1998-as labdarúgó-világbajnokságon.